# Фторид молибдена(V)
Фторид молибдена(V) — неорганическое соединение, соль металла молибдена и плавиковой кислоты с формулой MoF5, жёлтые кристаллы.

## Получение
- Реакция гексакарбонила молибдена и фтора:

{\displaystyle {\mathsf {2Mo(CO)_{6}+5F_{2}\ {\xrightarrow {-75^{o}C}}\ 2MoF_{5}+12CO}}}
- Реакция фторида молибдена(VI) и молибдена при повышенной температуре:

{\displaystyle {\mathsf {5MoF_{6}+Mo\ {\xrightarrow {400^{o}C}}\ 6MoF_{5}}}}

## Физические свойства
Фторид молибдена(V) образует жёлтые кристаллы.

## Химические свойства
- При нагревании в инертной атмосфере разлагается:

{\displaystyle {\mathsf {2MoF_{5}\ {\xrightarrow {T}}\ MoF_{4}+MoF_{6}}}}